# Segestidea novaeguineae
Segestidea novaeguineae är en insektsart som först beskrevs av Brancsik 1898.  Segestidea novaeguineae ingår i släktet Segestidea och familjen vårtbitare. Inga underarter finns listade i Catalogue of Life.